# Fortim
Fortim är en kommun i Brasilien.   Den ligger i delstaten Ceará, i den östra delen av landet, 1 700 km nordost om huvudstaden Brasília. Antalet invånare är 14 851.
Omgivningarna runt Fortim är huvudsakligen savann. Runt Fortim är det ganska glesbefolkat, med 35 invånare per kvadratkilometer.